# ديفيد جاكوبس (مدرب شخصي)
ديفيد جاكوبس (بالإنجليزية: David Jacobs)‏ هو مدرب شخصي أمريكي، ولد في 1973، وتوفي في 2008.